# Тило, Гейнц
Гейнц Тило (нем. Heinz Thilo; 8 октября 1911, Вупперталь, Германская империя — 13 мая 1945, Хоэнэльбе) — гауптштурмфюрер СС, врач в концлагерях Освенцим и Гросс-Розен.

## Биография
Гейнц Тило родился 8 октября 1911 года. В декабре 1930 года вступил в НСДАП (билет № 404295). В октябре 1934 года был зачислен в ряды СС (№ 126436). В 1935 году в университете Йены получил докторскую степень по медицине. С апреля 1938 и до конца 1941 года работал гинекологом в организации Лебенсборн. 
С февраля 1942 года служил в 3-й санитарной роте в Ораниенбурге. В июле 1942 года был переведён в концлагерь Освенцим, где служил в качестве лагерного врача в карантинном и цыганском лагере. Испытывал на заключённых различные медицинские препараты. С 9 октября 1942 года служил в лагерном комплексе Биркенау, где был руководящим врачом в лазарете для заключённых. На этой должности принимал участие в селекции заключённых для последующей отправки в газовую камеру. Кроме того, он принимал участие в отправке заключённых из лазарета в газовую камеру и в ликвидации «Терезиенштадского семейного лагеря» 8 марта 1944 года, когда 3 791 еврей был убит в газовой камере. В октябре 1944 года был переведён в концлагерь Гросс-Розен, где был лагерным врачом до расформирования лагеря в феврале 1945 года. В ноябре 1944 года был повышен до гауптштурмфюрера СС. 13 мая 1945 года покончил жизнь самоубийством.